# Fallenbüchl Zoltán
Fallenbüchl Zoltán (Budapest, 1924. július 19. – Budapest, 2006. január 12.) történész, irodalomtörténész, könyvtáros. Ambrus Zoltán író unokája.

## Élete
Apai ágon régi osztrák értelmiségi család sarja, anyai ági nagyapja pedig a székely származású Ambrus Zoltán, a kor híres, ünnepelt írója, színikritikusa volt, aki a Nemzeti Színház igazgatójaként is tevékenykedett. Anyai dédapja, Ambrus József az isaszegi csatában rokkant meg.
1942-ben érettségizett a pesti piarista gimnáziumban, majd a Pázmány Péter Tudományegyetem történelem–latin–földrajz szakán szerzett diplomát 1946-ban, 1947-ben tanári oklevelet kapott. 1992-ben a történettudományok kandidátusa, 1997-ben a történettudományok doktora minősítést szerezte meg.

## Munkássága
1947–84 között az Országos Széchényi Könyvtár tudományos főmunkatársaként dolgozott.
A művelődéstörténet, archontológia, történeti demográfia és kartográfia-történet kutatója, mintegy 300 publikációja jelent meg hazai és külföldi évkönyvekben, folyóiratokban. Életrajzi adatgyűjtést folytatott a magyar értelmiségre, a 17–18. századi magyar közhivatalnokságra vonatkozóan. Ő szerkesztette Ambrus Zoltán műveinek hét kötetes kiadását.

## Társasági tagságai
- A Coronelli Gesellschaft rendes (1963-), levelező (1973), tiszteletbeli (1977) tagja.
- Az Osztrák Tudományos Akadémia Életrajzi Lexikon Bizottságának tagja (1971)

## Elismerései
- A Magyar Köztársasági Érdemrend kiskeresztje (1994. augusztus 20.)
- Az Eötvös Loránd Tudományegyetem aranydiplomája (1996)
- Gödöllő város díszpolgára (2004)[2]
- Budapest-Józsefváros becsületrendje

## Főbb művei
- Magyarország főméltóságai 1526-1848. Budapest, 1988.
- Mária Terézia magyar hivatalnokai. Budapest, 1989.
- Az 1738-1739. évi országos diákösszeírás (1990)
- Magyarország főispánjai. Budapest, 1994.
- Grassalkovich Antal monográfia (1997, 1999, 2003 - német nyelven)
- Egyedül maradsz… (2000) (Ambrus Zoltán életrajza)